# Кёрлинг на зимних Олимпийских играх 1924
Соревнования по кёрлингу на зимних Олимпийских играх 1924 проходили с 28 по 30 января 1924 года, в них принимали участие только мужчины. Участвовали команды Великобритании, Швеции (2 команды) и Франции. Каждая игра длилась 18 эндов.
На протяжении более 80 лет соревнования по кёрлингу на Играх 1924 года считались демонстрационными, но в феврале 2006 года, за несколько дней до начала зимних Олимпийских игр 2006 года, Международный олимпийский комитет постановил, что соревнования по кёрлингу на Играх 1924 года должны считаться полноценными олимпийскими соревнованиями. Таким образом, первые олимпийские медали по кёрлингу распределились так: золото получила Великобритания, серебро — Швеция (две команды), бронзу — Франция.

## Участники по странам
| Медали    | Золото | Серебро | Бронза                                                                                           |
| --------- | --- | --- | ------------------------------------------------------------------------------------------------ |
| Участники | Великобритания · Уильям Джексон (4-й, скип) · Робин Уэлш (3-й) · Томас Мюррей (2-й) · Лоуренс Джексон (1-й) · запасные: · Джон Робертсон-Эйкман · Джон Маклауд · Уильям Браун · Делаваль Эстли | Швеция · Швеция I: · Юхан Петтер Олен · Карл Аксель Петтерссон · Карл Вальберг · Швеция II: · Карл Вильгельм Петерсен · Туре Одлунд · Виктор Веттерстрём · Эрик Северин · Карл Август Кронлунд · К. В. Петерсен | Франция · Анри Курнолле · Пьер Каниве · Арман Бенедик · Жорж Андре · Анри Альдебер · Робер Планк |